# KviZD
Kvizaška udruga Zadar, poznatija kao KviZD, jedna je od najvećih hrvatskih i udruga jugoistočne Europe namijenjenih kvizovima. Osnovana 2017. godine u Zadru, Udruga se bavi organizacijom najvećeg kvizaškog natjecanja u jugoistočnoj Europi - Memorijala Mirka Miočića, individualnih kvizova KviZDarije te pub kviz lige - Zadarski pub kviz.

## O KviZD-u
Nakon nekoliko sezona odigranih pub kvizova u Zadru, tijekom proljeća 2017. godine javila se ideja organizacije višednevnog kvizaškog događaja u kojem bi najbolji kvizaši iz Hrvatske, ali i susjednih država uživo odmjerili snage. Za potrebe takvog pothvata javila se ideja sustavnije organizacije rada i stvaranja udruge, čemu se pristupilo u ljeto iste godine. Udruga broji 30-ak članova koji aktivnije ili manje aktivno sudjeluju u njenom radu. Ime udruge kovanica je riječi kviz i službene kratice grada Zadra. KviZD se kroz nekoliko sezona napornog rada isprofilirao kao jedna od najznačajnijih kvizaških sila te je uz već navedene aktivnosti ostvario suradnju s raznim kvizaškim udrugama i sredinama između ostaloga i kroz humanitarne kvizove.

## Memorijal Mirka Miočića
Zadarski jesenski open, koji je nakon smrti zadarske kvizaške legende Mirka Miočića preimenovan u Memorijal Mirka Miočića, najveće je kvizaško natjecanje u Hrvatskoj i općenito na području jugoistočne Europe. Događaj se sastoji od individualnog kviza, tematskih individualnih kvizova, kviza parova, ekipnog kviza i random pub kviza. Natjecanje okuplja dvjestotinjak kvizaša iz Hrvatske, Bosne i Hercegovine, Srbije, ali i drugih europskih zemalja. Redoviti sudionici natjecanja su i lovci s televizijskog kviza Potjera - Morana Zibar, Dean Kotiga, Krešimir Sučević Međeral i Mladen Vukorepa te znalac s televizijskog kviza Tko želi biti milijunaš - Ivan Jurić.

## KviZDarije
KviZDarije je skupni naziv za sve individualne kvizove u organizaciji Udruge KviZD, a koji obuhvaćaju opći kviz ligaškog formata - Kvizdarije, tematske kvizove - Kvizdarijice, kviz parova, kvizaške specijale te 057u023 kviz.

### Kvizdarije
Kvizdarije su opći kviz znanja od 121 pitanja podijeljenih u 11 kategorija po 11 pitanja. Za razliku od većine drugih individualnih kvizova gdje je redoslijed pitanja ispremiješan, u Kvizdarijama se svaka kategorija gleda i zasebno. Rang ljestvica se radi za sve rezultate, kao i za svaku kategoriju posebno, zbog čega je kviz izrazito privlačan kvizaškim specijalistima koji briljiraju u jednoj ili više kategorija. Na kraju sezone, po tri najbolja u sveukupnom poretku, kao i tri najbolja iz svake kategorije se nagrađuju, a nagrađuje se i najbolji mladi kvizaš do 23 godine.

### Kvizdarijice
Kvizdarijice su tematski kvizovi koji se igraju tijekom sezone u pauzama između dva kola Kvizdarija. Svaki kviz sastoji se od 100 pitanja o nekoj specifičnoj temi unutar jedne od kategorija. Dosada su održani Metal, Erotski, Antički, Potterverse, glazbeni One, Two, Maybe Three Hit Wonders, Znanstvenofantastični, It's a Woman's World, Televerse, Royale with Cheese, Svijet za nas, Kvizaši kojima sam čitao, Friends, Fantasy te Loptaški tematski kvizovi.

### 057u023
Kviz 057u023 nasljednik je individualnog kviza 150u50 koji je organizirala ugasla udruga Hrvatsko društvo kvizaša. Radi se o individualnom kvizu od sveukupno 114 pitanja podijeljenih u dva seta, gdje se odgovori, koji u svakom setu počinju na isto slovo, daju na temelju kratkih natuknica. Naziv kviza predstavlja 57 pitanja jednog seta koja se trebaju riješiti unutar 23 minute, a izveden je iz starog i trenutnog pozivnog broja za područje Zadra.

### Specijali
Među kvizovima koje organizira Udruga KviZD nalaze se i specijalna izdanja kvizova koja nisu serijalizirana ili će se održati nekoliko puta, neovisno o drugim kvizovima.

### QuiZDiary
U četvrtoj sezoni, počevši od listopada 2022. godine, Kvizdarije su se počele igrati i na engleskom jeziku. U tu svrhu, ime kviza je za englesko tržište brendirano kao QuiZDiary.

## Zadarski pub kviz
Zadarski pub kviz najstarije je pub kvizaško natjecanje u gradu Zadru i jedno od najstarijih u Hrvatskoj. Kviz je na rasporedu svaki drugi petak, sezona traje od listopada do lipnja, pri čemu svaka od ekipa registriranih za ligaško natjecanje treba napraviti jedno kolo. Ovisno o plasmanu, najboljih osam ekipa nakon regularnog dijela igraju i knockout fazu.

## Vanjske poveznice
- Službene stranice KviZD